# Dédé
Dédé é um romance francês escrito por Achille Essebac e publicado em 1901 em Paris pela editora Ambert.